# Peyrat-la-Nonière
Peyrat-la-Nonière ist eine Gemeinde in Frankreich. Sie gehört zur Region Nouvelle-Aquitaine, zum Département Creuse, zum Arrondissement Aubusson und zum Kanton Gouzon.

## Geografie
Die Gemeinde grenzt im Nordwesten an Saint-Chabrais, im Norden an Saint-Julien-le-Châtel, im Nordosten an Le Chauchet, im Osten an Saint-Priest und La Serre-Bussière-Vieille, im Südosten an Saint-Domet, im Süden an Champagnat, im Südwesten an Puy-Malsignat und im Westen an Issoudun-Létrieix. Das Siedlungsgebiet liegt auf 450 Metern über Meereshöhe. Die Bewohner nennen sich Peyratois oder Peyratoises.

## Geschichte
Während der Französischen Revolution hieß die Ortschaft „Peyrat-la-Montagne“.

### Bevölkerungsentwicklung
| Jahr      | 1962 | 1968 | 1975 | 1982 | 1990 | 1999 | 2008 | 2013 |
| --------- | ---- | ---- | ---- | ---- | ---- | ---- | ---- | ---- |
| Einwohner | 883  | 786  | 663  | 609  | 506  | 499  | 467  | 443  |

## Sehenswürdigkeiten
- Kloster Bonlieu, seit 1963 Monument historique
- Kirche Saint-Vincent
- Château du Chiroux, Monument historique
- Château de Mazeau, ebenfalls Monument historique
- Château de la Voreille

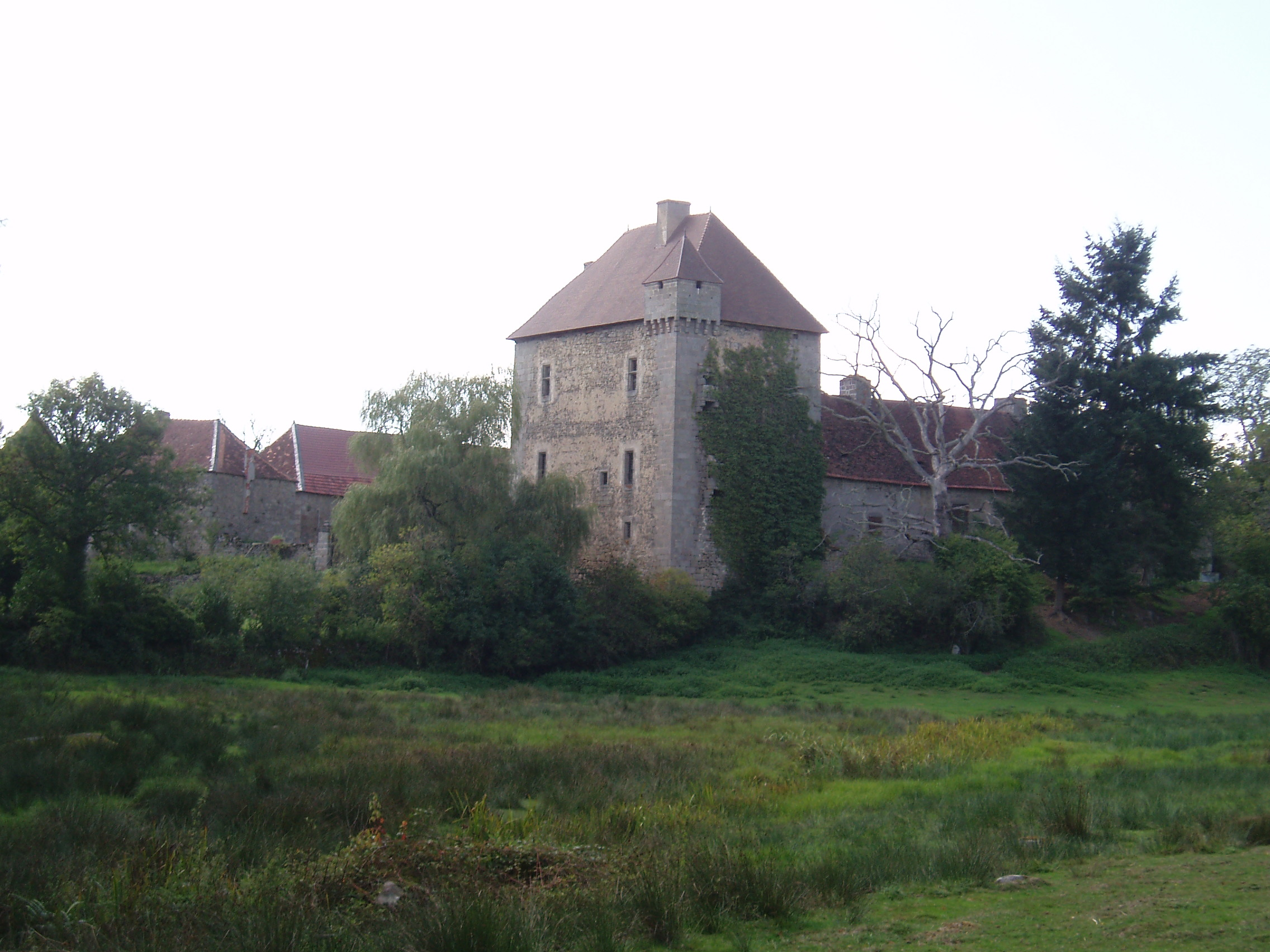
Château du Chiroux
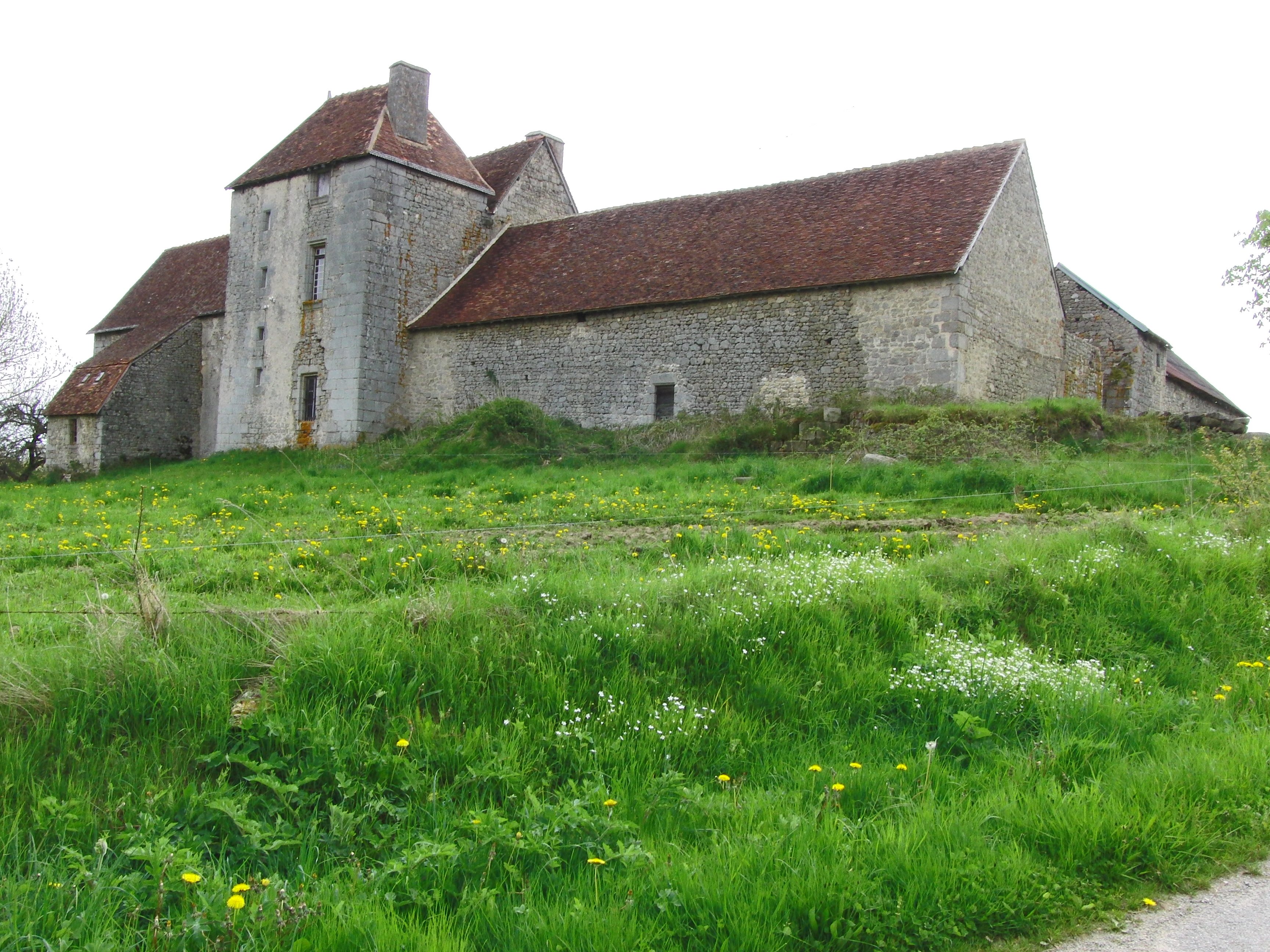
Château de Mazeau
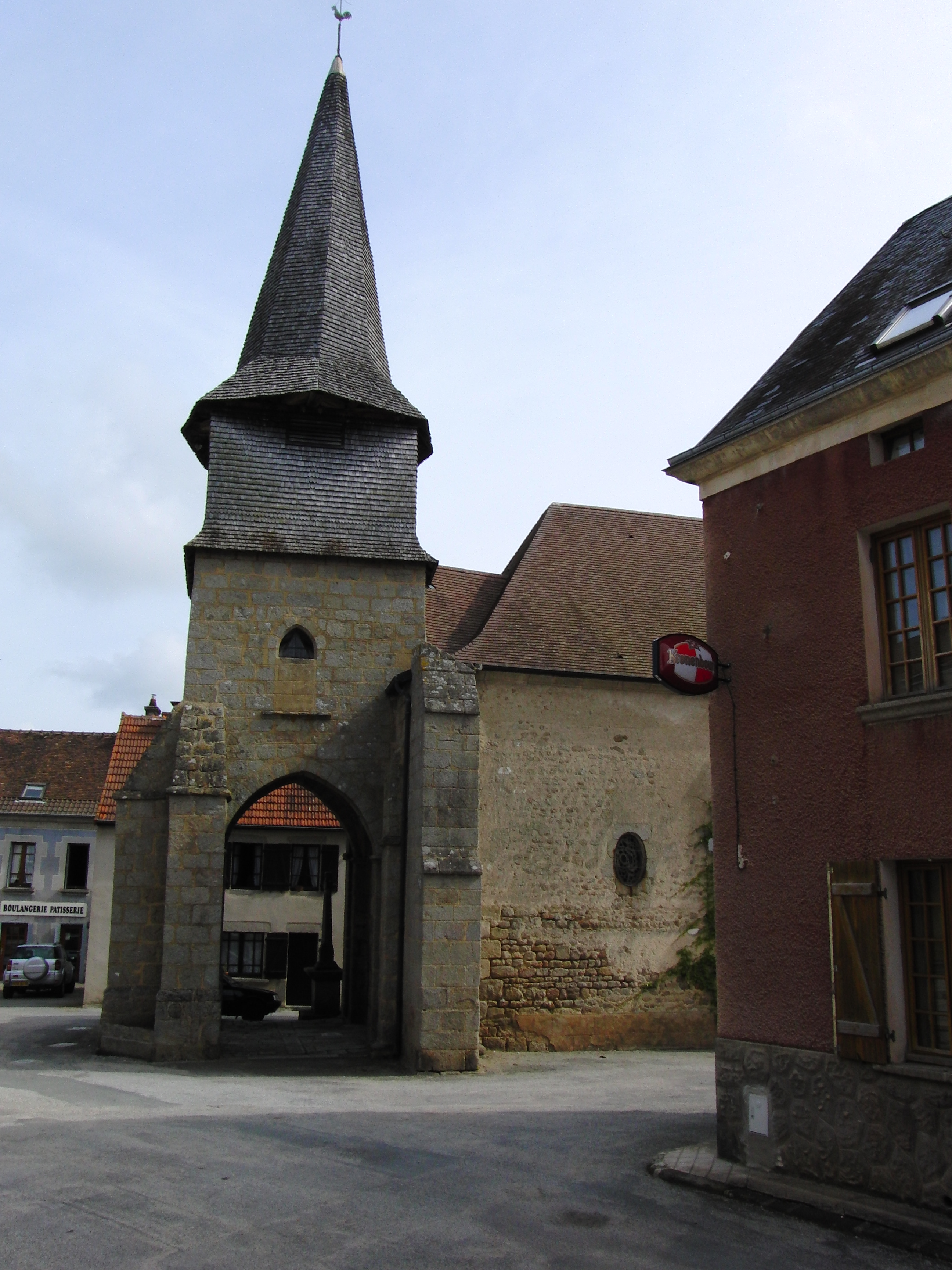
Kirche Saint-Vincent

## Persönlichkeiten
- Jean Favard (1902–1965), Mathematiker